# 小行星9028
小行星9028（英語：9028 Konradbenes）是一颗围绕太阳公转的小行星。1989年1月26日，安東寧·姆爾科斯在克列特发现了此天体。
这颗小行星的绝对星等为332.1772462645046等。